# Szczytniki (Sandomierz)
Pour les articles homonymes, voir Szczytniki.
Szczytniki est une localité polonaise de la gmina de Dwikozy, située dans le powiat de Sandomierz en voïvodie de Sainte-Croix.